# 遠隔病理診断
遠隔病理診断（えんかくびょうりしんだん、英語：telepathology、テレパソロジー）とは、特殊な顕微鏡を用い、病理医等が通信回線を介して病理標本を観察し病理診断を行うこと。多くの場合術中迅速病理診断のこと。病理診断が必要であるが、病理医がいない場合に行われる。遠隔医療・遠隔診断の一種。

## 解説
テレパソロジーと表現するときは他医療機関で行う術中迅速病理診断を指すことが多い。術中迅速病理診断は手術中に迅速病理標本を作製し、送受信機を用いて遠隔地にある医療機関に依頼して病理診断を行うこと。病理組織像の観察は特殊な顕微鏡で撮った病理標本画像で行う。保険診療の場合は「テレパソロジーによる術中迅速病理標本作製料の施設基準」で送信側、受診側の施設基準が定められている。また送信側受診側双方が地方社会保険事務局長に届出る必要がある。
- テレパソロジーによる術中迅速病理組織標本作製を行う保険医療機関機関の届出は送信側は平成23年 74(1)、平成24年 82(0)、平成25年 81(0)、平成26年 88(0)は増加傾向にある。受信側は平成23年 34(0)、平成24年 41(0)、平成25年 42(0)、平成26年 49(0)に止まっている(カッコ内は診療所数)。連携病理診断と同様、受信側の増加のためには病理診断科診療所を含む病理診断体制が整う必要があるといえる。

日本医師会は会員向け記事である医の倫理の基礎知識「遠隔医療」において、遠隔医療を「専門医師が他の医師の診療を支援するDoctor to Doctor (DtoD)と医師が遠隔地の患者を診療するDoctor to Patient (DtoP)」に分けて論じた。他の医療機関等の専門医に病理標本データを送信して診断を依頼する遠隔術中迅速病理診断はDtoD型遠隔医療として、その運用条件7項目が提示された。
- デジタルパソロジーはガラス標本をデジタル撮影して行う病理診断や(希少がん等)病理診断支援のこと。遠隔病理診断(テレパソロジー)はデジタルパソロジーに含まれる。

## 遠隔病理診断装置に関する問題点と課題
遠隔病理診断は1990年代前半からその可能性が語られ、通信業、光学機器メーカー、医療関連サービス業などが遠隔病理診断のための機器が開発・試作され販売されてきた。遠隔病理診断の機器は通信、光学、メカトロニクス、画像処理など日本が得意とする産業の集大成であり、国際競争力をつけたい分野でもあるので、しばしば重点的に補助金を交付し実証実験が繰り返されてきた。
- 遠隔病理診断で用いる装置の代表はバーチャルスライド撮影装置である。最新のバーチャルスライド撮影装置は対物レンズ20倍(または40倍)で病理標本全体を撮影してデジタルデータとして蓄積することができる。機器性能は高くなり実用化レベルに達している。電子カルテから病理画像を参照できる施設もあるという。画質は向上しており症例の90%がデジタル化病理画像で病理診断が可能といわれている。
- バーチャルスライド撮影装置の画質が良いとはいえ、光学顕微鏡よりは落ちる(情報量低下)ため、病理標本のデジタル画像による診断は普及していない。遠隔診断とはいっても情報量低下のない画像診断(放射線画像等)とデジタル化画像病理診断は根本的に違うのである。症例の10%はデジタル化病理画像で病理診断ができず、光学顕微鏡での病理診断が必要である。バーチャルスライド撮影装置はコンサルティング業務や教育などで用いられるにとどまっている。

現在市販されているバーチャルスライド撮影装置は1000万から2000万円超のものが多い。
- 開発コストが大きくミクロン単位の画像処理を行う高精度装置であるため市場価格は高い。迅速診断1件当たりの費用は診療報酬2000点(20000円)前後であり、少なくとも1000件の術中迅速診断がなければ、バーチャルスライド撮影装置価格の償却すらできない。しかし年間200件(5年で1000件)の迅速診断が行われる医療施設には多くの場合病理医が常勤または非常勤で勤務しており、遠隔病理診断の必要性はほとんどない。このため期待されているほどには遠隔病理診断は行われていない。
- 他の先進医療機器のように、バーチャルスライド撮影装置を用いた病理診断の診療報酬が高く評価されるならば機器導入は進むと思われるが、情報量が低下する機器を用いて診断する必要性は見つからない。通常の光学顕微鏡は100万円以下で高級機が買えるのである。

そもそも病理診断を担当できる病理医(病理専門医)が不足している。
- 遠隔病理診断機器の導入によって病理医不足が解消すると期待される場合もあるが、病理診断科や病理専門医の需給逼迫と遠隔病理診断は別の課題である。遠隔病理診断機器があってもそもそも病理診断を行う病理医が不足しているのである。
- 関連産業を育成するために補助金をつぎ込んで機器を開発することも重要である。一方で迅速病理診断の役割や必要性、さらには患者メリットなどを再評価すべきであるという意見や、手術を行う医療機関の要望・機能評価、病理診断を担当する病理医や病理診断科の配置、病理標本作製を担当する病理技師などをどうするか検討した上で、必要な機器の性能や価格を検討する必要があるなどの意見がある。
- 病理専門医育成、がん病理診断標準化などのために用いる病理標本画像蓄積装置として補助金を使うほうがメリットは大きいという意見もある。

通信に依らず、病理医不在地域の医療機関の病理標本を遠隔地の保険医療機関に病理標本を送付して、病理医が診断する「遠隔(地)病理診断」を指すこともある。